# Liste des quartiers d'Évreux par population
 (mars 2025).
Liste des quartiers d'Évreux par population , présente la démographie d'Évreux par quartier d'habitation en tant que chef-lieu du département de l'Eure en Normandie.

## Tableau statistique comparative
| Nom du quartier d'Évreux    | Population |
| --------------------------- | ---------- |
| Centre-Ville                | 6530       |
| Saint-Michel                | 5640       |
| Navarre                     | 6920       |
| Cambolle                    | 303        |
| Netreville                  | 6370       |
| Madelaine                   | 8110       |
| Clos au duc                 | 5040       |
| La Poterie-Les Dominicaines | 5880       |